# آخر حماقت (فیلم)
آخر حماقت (به هندی: Fool & Final) فیلمی است محصول سال ۲۰۰۷ و به کارگردانی احمد خان است. در این فیلم بازیگرانی همچون سانی دئول، شاهد کاپور، ویوک اوبروی، پارش راوال، آیشا تاکیا، سمیرا ردی، اوم پوری، شارمیلا تاگور، جانی لور، ارباز خان، ذاکر حسین، ویجای راز، گلشن گروور، آسرانی، چانکی پاندی، سورش منون، جکی شروف ایفای نقش کرده‌اند.